# Хэнкок, Шейла
Дама Шейла Кэмерон Хэнкок (англ. Sheila Cameron Hancock; род. 22 февраля 1933, Блэкгэнг, Остров Уайт, Великобритания) — британская актриса и писательница, вдова английского актёра Джона Тоу, дама-командор ордена Британской империи.

## Ранние годы
Шейла Хэнкок родилась на острове Уайт, в городе Блэкгэнг в семье Иви Луизы (в девичестве Вудворд) и Энрико Камерона Хэнкока. Сестра Шейлы Билли на семь лет её старше, в своё время была артисткой варьете. Во время Второй мировой войны семья Хэнкок была в эвакуации, после которой Шейла поступила в Королевскую академию драматического искусства. По вероисповеданию — квакер.

## Личная жизнь
С 1954 по 1971 год была замужем за актёром Алеком Россом. В 1964 году у них родилась дочь Мелани. В 1973 году вышла замуж за актёра Джона Тоу. В 1974 году у них родилась дочь Джоанна. Также у Шейлы есть падчерица Эбигейл, дочь от первого брака Джона. Их брак продлился до смерти Тоу в 2002 году.

## Карьера
После окончания учёбы в академии Шейла работала в труппах разных театров. Дебют на Вест-Энде состоялся в 1958 году, когда она заменила Джоан Симс в пьесе «Дыхание весны». Позднее она играла в труппе Джоан Литлвуд в пьесе 1959 года «Сделай мне предложение».
В 1965 году состоялся дебют Шейлы Хэнкок на Бродвее в пьесе Джо Ортона «Развлекая мистера Слоуна». В 1978 году она сыграла миссис Ханниган в бродвейском мюзикле «Энни».
В 2006 году Хэнкок сыграла фрейлейн Шнайдер в мюзикле Кабаре, который был поставлен на сцене Lyric Theatre. За эту роль Шейла Хэнкок получила премию Лоренса Оливье в номинации лучшая женская роль второго плана в мюзикле. В 2009 году она исполняла роль матери-настоятельницы в мюзикле «Действуй, сестра!» в театре London Palladium.

## Избранная фильмография
| Год       |    | Русское название                | Оригинальное название              | Роль                   |
| --------- | -- | ------------------------------- | ---------------------------------- | ---------------------- |
| 1967      | ф  | Как я выиграл войну             | How I Won the War                  | подруга миссис Клаппер |
| 1968      | ф  | Годовщина                       | The Anniversary                    | Карен Таггарт          |
| 1979      | мф | Лев, колдунья и платяной шкаф   | The Lion, the Witch & the Wardrobe | Джадис                 |
| 1988      | ф  | Ястребы                         | Hawks                              | Реджина                |
| 1988      | ф  | Бастер                          | Buster                             | миссис Ротери          |
| 1988      | с  | Доктор Кто                      | Doctor Who                         | Хелен Эй               |
| 1989      | мф | Большой бой Астерикса           | Astérix et le Coup du Menhir       | Импедимента            |
| 1990      | ф  | Трое мужчин и маленькая леди    | Three Men and a Little Lady        | Вера Беннингтон        |
| 1992      | с  | Инспектор Морс                  | Inspector Morse                    | н/д                    |
| 1994      | ф  | Деловой роман                   | A Business Affair                  | Джудит                 |
| 1997      | ф  | Любовь и смерть на Лонг-Айленде | Love and Death on Long Island      | миссис Баркер          |
| 1999      | тф | Алиса в Стране чудес            | Alice in Wonderland                | повар                  |
| 2000—2001 | с  | Жители Ист-Энда                 | Eastenders                         | Барбара                |
| 2001      | тф | Невеста из России               | The Russian Bride                  | Дора Блоссом           |
| 2001—2003 | с  | —                               | Bedtime                            | Элис Олдфилд           |
| 2003      | с  | Немного за сорок                | Fortysomething                     | Гвендолин Хартли       |
| 2004      | с  | Мальчик в перьях                | Feather Boy                        | Эдит Соррел            |
| 2005      | с  | Холодный дом                    | Bleak House                        | миссис Гуппи           |
| 2006      | с  | Шоу Кэтрин Тейт                 | The Catherine Tate Show            | Джун                   |
| 2006      | тф | После Томаса                    | After Thomas                       | бабушка Пэт            |
| 2007—2011 | с  | Новые трюки                     | New Tricks                         | Грейс Пуллман          |
| 2008      | ф  | Мальчик в полосатой пижаме      | The Boy in the Striped Pyjamas     | Натали Гесс            |
| 2012      | с  | Виртуозы                        | Hustle                             | Долли Хаммонд          |
| 2017      | с  | Индевор                         | Endeavour                          | Доусейбл Четтокс       |
| 2021      | с  | Открытие ведьм                  | A Discovery of Witches             | Гуди Олсоп             |

## Театр
В составе труппы Royal Shakespeare Company:
- Зимняя сказка
- Тит Андроник
- A Delicate Balance

В составе труппы Королевского национального театра (англ. Royal National Theatre):
- Вишнёвый сад
- Герцогиня Мальфи
- Сон в летнюю ночь (в качестве режиссёра)
- Критик

## Награды и номинации
| Награда               | Год       | Категория                                 | Название работы                           | Результат |
| --------------------- | --------- | ----------------------------------------- | ----------------------------------------- | --------- |
| BAFTA TV Award        | 2002      | Лучшая телеактриса                        | Невеста из России                         | Номинация |
| BAFTA TV Award        | 2003      | Лучшая телеактриса                        | Bedtime                                   | Номинация |
| Премия Лоренса Оливье | 1980      | Лучшая женская роль в мюзикле             | Суини Тодд, демон-парикмахер с Флит-стрит | Номинация |
| Премия Лоренса Оливье | 1982      | Лучшая женская роль второго плана в пьесе | Зимняя сказка                             | Номинация |
| Премия Лоренса Оливье | 1989—1990 | Лучшая женская роль в пьесе               | Прин                                      | Номинация |
| Премия Лоренса Оливье | 2007      | Лучшая роль второго плана в мюзикле       | Кабаре                                    | Победа    |
| Премия Лоренса Оливье | 2010      | Лучшая роль второго плана в мюзикле       | Действуй, сестра!                         | Номинация |